# 江南市立布袋北小学校
江南市立布袋北小学校（こうなんしりつ ほていきたしょうがっこう）は愛知県江南市今市場町にある公立の小学校。

## 沿革
- 1873年（明治6年） - 緝熙学校として開校。
- 1878年（明治11年）9月 - 稲木学校に改称する。
- 1887年（明治20年） - 尋常小学小折学校に統合され、尋常小学小折学校秋津分校となる。
- 1889年（明治22年） 10月1日 - 尾崎村、石枕村、北野村、山王村、安良村、寄木村、東大海道村、力長村、今市場村が合併し、秋津村が発足。
- 1892年（明治25年）10月 - 秋津尋常小学校として、尋常小学小折学校から独立し、校舎を新築し移転。校区は寄木村、安良村、山王村、北野村、石枕村、尾崎村、今市場村、力長村、東大海道村。
- 1906年（明治39年）5月1日 - 布袋町に秋津村の一部（旧・安良村、寄木村、東大海道村、力長村、今市場村）、栄村の一部（旧･木賀村、中奈良村）が編入される。同時に布袋第二尋常小学校に改称する。校区は安良、寄木、東大海道、力長、今市場となり、古知野町に編入された石枕、山王は旭尋常小学校（現・古知野東小学校）、尾崎、北野は古知野尋常小学校（現・古知野南小学校）に移る。
- 1907年（明治40年） - 布袋第二尋常小学校に改称する。
- 1908年（明治41年）3月31日 - 布袋尋常小学校に改称する。
- 1941年（昭和16年）4月1日 - 布袋町北国民学校に改称する。
- 1947年（昭和22年）4月1日 - 布袋町立布袋北小学校に改称する。
- 1954年（昭和29年）6月1日 - 丹羽郡古知野町、布袋町、葉栗郡宮田町、草井村が合併し、江南市が発足。同時に江南市立布袋北小学校に改称する。
- 1967年（昭和42年） - 新校舎（鉄筋コンクリート造3階建）が完成する。
- 1971年（昭和46年） - 校舎を増築する。
- 1975年（昭和50年） - 校舎を増築する。
- 1979年（昭和54年） - 南舎（鉄筋コンクリート造3階建）が完成する。
- 1980年（昭和55年） - 南舎を増築する。

## 通学区域
- 力長町、今市場町、安良町、大海道町、木賀東町、寄木町（天道、白山の一部、秋葉の一部、稲木の一部）[1]。

## 進学先中学校
- 江南市立布袋中学校

## 交通アクセス
- 名鉄犬山線江南駅下車、徒歩約20分。

## 周辺施設
- 愛知県立江南高等学校
- 江南市立布袋中学校
- 江南駅
- 江南市民文化会館
- 江南市立図書館
- 江南労働基準監督署